# 549676 Thanjavur
549676 Thanjavur este o planetă minoră (asteroid) din centura de asteroizi. A fost descoperită pe 16 martie 2004 la  de . 
Obiectul prezintă o orbită caracterizată de o semiaxă mare de 2,7301390667977 UAi, o excentricitate de 0,26420579341927, o înclinație de 13,257305156991 ° în raport cu ecliptica.